# Trey Gunn
Trey Gunn (San Antonio, 13 dicembre 1960) è un chitarrista e bassista statunitense, virtuoso di Chapman Stick e chitarra Warr.

## Biografia
Inizia come pianista per poi passare alla chitarra con la quale diventa, nel 1985, uno dei primi allievi del Guitar Craft di Robert Fripp. Da quel momento, e per quasi vent'anni, sarà per il genio britannico molto più che un allievo, quasi un alter ego, accanto a lui in tutti i progetti musicali. Fino al 1991 è nella League of Crafty Guitarists prima come chitarrista e poi come stickista, nel 1991 forma i Sunday all over the World con Fripp e signora (la cantante e attrice Toyah Willcox).
Dal 1992 al 1994 i due collaborano con David Sylvian con quella che inizialmente doveva essere la riformazione dei King Crimson. Con i tre ci sono i batteristi Jerry Marotta in studio e Pat Mastelotto dal vivo e, sempre dal vivo, il chitarrista Michael Brook.
Nel 1994 rinascono finalmente i King Crimson in una formazione a "doppio trio" che vede due chitarristi (Fripp e Adrian Belew), due stickisti (Gunn e Tony Levin) e due batteristi (Mastelotto e Bill Bruford). Nel '98 Bruford e Levin lasciano ed il quartetto registra altri 2 album (The ConstruKction of Light e The Power to Believe) prima che, nel 2003, Trey Gunn lascia il posto a Tony Levin per concentrarsi su diversi progetti che lo vedono protagonista come la Trey Gunn Band, TU, KTU, Quodia.
Tra le molte collaborazioni succedutesi negli anni ci sono Toni Childs, Alice, John Paul Jones, Vernon Reid, Dave Douglas, Matt Chamberlain, Marco Minneman, N.y.X.

## Discografia

### Da solista
Album in studio
- 1983 – Food for Thought (And Other Vicious Circles)
- 1985 – Playing with Borrowed Time
- 1986 – The Magic If
- 1993 – One Thousand Years
- 1996 – The Third Star
- 1999 – Raw Power
- 1999 – The Repercussions of Angelic Behavior (con William Rieflin e Robert Fripp)
- 2008 – Music for Pictures
- 2010 – Modulator (con Marco Minnemann)
- 2011 – Invisible Rays (con Morgan Ågren e Henry Kaiser)
- 2015 – The Waters They Are Rising

Raccolte
- 2003 – Untune The Sky
- 2010 – I'll Tell What I Saw

### Con i King Crimson
- 1994 – Vrooom
- 1995 – Thrak
- 1996 – Thrakattak
- 2000 – The ConstruKction of Light
- 2001 – Level Five (EP)
- 2003 – The Power to Believe

### Con la The Trey Gunn Band
- 2000 – The Joy of Molybdenum
- 2001 – Live Encounter

con Projekct Three
1999 Live in Austin. TX
1999 Masque